# 伊拉克王國
伊拉克王國（阿拉伯語：‎），乃英屬美索不達米亞託管地結束之後所誕生的一個主權獨立國家。始於1932年國王費薩爾一世登基，直至1958年為阿比德·阿爾·卡里姆·卡希姆所領導的血腥革命推翻。

## 哈希姆王朝
費薩爾在即位後，伊拉克於1932年被允許獨立。使伊拉克成為凡爾賽和約簽署之後，第一個成立的新國家。英國持續在伊國境內保有軍事基地，然而阿拉伯民族主義者一再要求英國人離開伊拉克，但為英國所拒。費薩爾一世死後，由獨生子加齊繼位，直至1939年他因車禍而逝世為止。其子费萨尔二世由于年幼，由叔叔阿布杜勒·伊拉担任摄政王直至其成年。1958年政变中，费萨尔二世被杀害，伊拉克王国灭亡。

## 歷史

### 獨立
伊拉克是依照與英國於1930年所簽署之協定，在1932年獲得法理上的獨立；英國因此結束託管；而伊國仍允許英國籍顧問協助處理事務並保有軍事基地，以便戰時協防。

### 政治動盪和軍事政變
獨立後，由於戰間期政治情勢的緊張使英國勢力仍存於伊拉克。政府內部也分裂為以努里·赛义德為首的親英派，以及拉希德·阿里·盖拉尼代表之親軸心國派。1936年至1941年間，伊拉克軍方發動五次政變，迫使當局讓步以為回應。

### 英伊戰爭和英國的二度佔領
1941年二戰時期的4月政變推翻了努里·赛义德，改由親軸心國的拉希德·阿里·盖拉尼執政。阿里雖未終結王室，但使之更為順從；並試圖限制英方在1930年的條約中所擁有之權益，期間與德國和義大利接觸請求伊拉克支持，德國和義大利認為伊拉克能牵制中東的英軍於是不斷補給予伊拉克。
最終在納粹德國和義大利王國的煽動下，伊拉克政府於同年4月30日命令軍隊在英国皇家空军哈巴尼亞空軍基地南部的高地上驻军，派特使前往要求英軍莫採取陸空行動。英國拒絕後，隨即要求伊拉克軍隊離開該地區。殆5月2日最後通牒到期後，於清晨5點開始轟炸伊拉克軍隊以脅迫之；敵對行動從4月18日持續至5月30日，此後英方佔領伊拉克至1947年。

### 1941年至1958年
英伊戰爭結束後，努里·赛义德復任首相、推行親西方的政策，並主導政局直至1958年王室被推翻為止。
1958年2月14日，伊拉克国王费萨尔二世和他的堂弟，约旦国王侯赛因一世，统一了他们的两个哈希姆王国，建立阿拉伯联邦，作为对阿拉伯联合共和国成立的回应。五个月后，伊拉克发生军事政变，国王费萨尔二世及其王室成员被杀。阿拉伯联邦于1958年8月2日正式解散。

## 共和國成立
1958年伊國軍方發動政變，費薩爾二世及王室成員被殺害，是為7月14日革命。阿比德·阿爾·卡里姆·卡希姆奪權，宣告退出中部公約組織改與蘇聯建立友好關係，伊拉克王國就此覆亡。

## 外部連結
- 伊拉克王國憲法